# Mercedes megye
Mercedes egy megye Argentínában, Corrientes tartományban. A megye székhelye Mercedes. 1835-ig Pay Ubre volt a megye neve.

## Települések
Önkormányzatok és települések (Municipios y comunas)
- Mercedes
- Mariano I. Loza
- Jofré
- Naranjito